# Паолі (Оклахома)
Паолі (англ. Paoli) — місто (англ. town) в США, в окрузі Гарвін штату Оклахома. Населення — 583 особи (2020).

## Географія
Паолі розташоване за координатами 34°49′34″ пн. ш. 97°15′46″ зх. д. / 34.82611° пн. ш. 97.26278° зх. д. (34.826170, -97.262873).  За даними Бюро перепису населення США в 2010 році місто мало площу 1,06 км², з яких 1,04 км² — суходіл та 0,02 км² — водойми.

## Демографія
Згідно з переписом 2010 року, у місті мешкало 610 осіб у 240 домогосподарствах у складі 166 родин. Густота населення становила 576 осіб/км².  Було 276 помешкань (261/км²).
Расовий склад населення:
| - 81,6 % — білих - 10,5 % — корінних американців - 1,0 % — чорних або афроамериканців - 0,2 % — азіатів - 3,1 % — осіб інших рас |

До двох чи більше рас належало 3,6 %. Частка іспаномовних становила 6,7 % від усіх жителів.
За віковим діапазоном населення розподілялося таким чином: 26,4 % — особи молодші 18 років, 61,0 % — особи у віці 18—64 років, 12,6 % — особи у віці 65 років та старші. Медіана віку мешканця становила 36,9 року. На 100 осіб жіночої статі у місті припадало 102,7 чоловіків;  на 100 жінок у віці від 18 років та старших — 85,5 чоловіків також старших 18 років.
Середній дохід на одне домашнє господарство  становив 44 747 доларів США (медіана — 29 583), а середній дохід на одну сім'ю — 53 387 доларів (медіана — 45 000). Медіана доходів становила 36 146 доларів для чоловіків та 28 000 доларів для жінок. За межею бідності перебувало 19,2 % осіб, у тому числі 27,6 % дітей у віці до 18 років та 12,2 % осіб у віці 65 років та старших.
Цивільне працевлаштоване населення становило 236 осіб. Основні галузі зайнятості: роздрібна торгівля — 23,7 %, освіта, охорона здоров'я та соціальна допомога — 20,8 %, виробництво — 12,3 %, мистецтво, розваги та відпочинок — 10,6 %.